# Achraf Tadili
Achraf Tadili (* 8. Juli 1980 in Casablanca) ist ein ehemaliger kanadischer Mittelstreckenläufer marokkanischer Herkunft, der sich auf die 800-Meter-Distanz spezialisiert hatte.
2003 siegte er bei den Panamerikanischen Spielen in Santo Domingo mit seiner persönlichen Bestzeit von 1:45,05 min und schied bei den Weltmeisterschaften in Paris/Saint-Denis im Vorlauf aus. Bei den Olympischen Spielen 2004 in Athen und bei den Weltmeisterschaften 2005 in Helsinki kam er ebenfalls nicht über die erste Runde hinaus.
2006 gewann er Silber bei den Commonwealth Games in Melbourne. Im Jahr darauf wurde er Vierter bei den Panamerikanischen Spielen 2007 in Rio de Janeiro und scheiterte bei den Weltmeisterschaften in Osaka im Vorlauf.
Mit einem Vorrundenaus bei den Olympischen Spielen 2008 in Peking beendete er seine internationale Karriere.